# Edelstal
Edelstal är en ort och kommun i Österrike. Den ligger i distriktet Neusiedl am See i förbundslandet Burgenland, i den östra delen av landet, 50 km öster om huvudstaden Wien. 